# Ozierec
Ozierec (biał. Азярэц, Aziarec; ros. Озерец, Ozieriec) – wieś na Białorusi, w obwodzie brzeskim, w rejonie baranowickim, w sielsowiecie Wolna. W 2009 roku liczyła 17 mieszkańców.